# Juni 1935
| Deze maand                                                                                    |
| --------------------------------------------------------------------------------------------- |
| - Japan valt China opnieuw aan - Chaco-oorlog beëindigd - VK sluit vlootverdrag met Duitsland |

De volgende gebeurtenissen speelden zich af in juni 1935. Sommige gebeurtenissen kunnen één of meer dagen te laat zijn vermeld doordat ze op de datum staan aangegeven waarop ze in het nieuws kwamen in plaats van de datum waarop ze werkelijk hebben plaatsvonden.
- 1: Frankrijk heeft een nieuwe regering met als premier Fernad Bouisson.
- 2: Gabriel Terra, president van Uruguay, raakt lichtgewond bij een aanslag.
- 3: De Nederlandse minister van Economische Zaken, Max Steenberghe, neemt ontslag. Reden is dat hij een devaluatie van de gulden als enige optie ziet, terwijl de rest van het kabinet wil vasthouden aan de gouden standaard. Henri Gelissen zal hem opvolgen.
- 3: Uit protest tegen de wijze waarop de verkiezingen zijn gehouden en de zetels zijn verdeeld, neemt de oppositie in Joegoslavië niet deel aan de parlementsbijeenkomst.
- 4: Nadat de Kamer de regering-Bouisson niet de gewenste volmachten wenst te geven, treedt deze af, slechts enkele dagen na zijn aantreden.
- 4: Italië beschuldigt het Verenigd Koninkrijk ervan Abessynië te steunen in zijn verzet tegen Italië, en vanuit Kenia wapens in Abessynië in te voeren.
- 6: In Frankrijk treedt een nieuwe regering aan onder leiding van Pierre Laval. De regering krijgt van een ruime kamermeerderheid volmachten op financieel gebied.
- 7: Het aantal doden van de aardbeving van 31 mei in Beloetsjistan ligt nog hoger dan aanvankelijk geschat, en komt op 56.000 uit.
- 7: In het Verenigd Koninkrijk treedt een nieuwe nationale regering aan onder leiding van Stanley Baldwin. Hij volgt Ramsay MacDonald op, die om persoonlijke redenen terugtreedt.
- 7: Ter bestrijding van de economische crisis worden in Noorwegen de overheidsuitgaven verhoogd, te financieren uit een verhoging van de belastingen.
- 8: Luis Companys, voormalig president van Catalonië, en zijn regering worden vanwege hun aandeel in de opstand van oktober 1934 tot 30 jaar gevangenisstraf veroordeeld.
- 9: De Chinese troepen uit het gebied rond Tianjin trekken zich in antwoord op hernieuwde Japanse aanvallen terug naar het zuiden.
- 10: Tussen Paraguay en Bolivia wordt een akkoord gesloten dat de Chaco-oorlog beëindigt.
- 10: Ontstaan van de AA (Anonieme Alcoholisten) in Amerika. De dag dat dr. Bob, na het bezoek van Bill W., zijn laatste glas dronk geldt als geboortedatum van AA.
- 12: De KLM-dienst Schiphol-Batavia wordt uitgebreid van 1 naar 2 vluchten per week.
- 12: Het wapenstilstandsverdrag tussen Bolivia en Paraguay wordt ondertekend.
- 13: Jenoekidze, voorzitter van de centrale executieve van de Kaukasische Republieken, wordt gearresteerd en verbannen naar Siberië.
- 14: De Amerikaanse NRA, waarvan de macht sterk is ingeperkt zoals geëist door het Hooggerechtshof, wordt in zijn bestaan verlengd tot 1 april 1936.
- 14: In Noorwegen worden maatregelen genomen ter inperking van de walvisvaart.
- 15: In Amsterdam wordt het monument voor Joannes Benedictus van Heutsz onthuld.
- 18: In Cuba wordt een nieuwe grondwet getekend en de staat van beleg opgeheven.
- 18: Ernst Torgler, die hoewel hij was vrijgesproken van betrokkenheid aan de Rijksdagbrand, nog steeds werd vastgehouden, wordt vrijgelaten.
- 18: Het Verenigd Koninkrijk en Duitsland sluiten een vlootakkoord. Hierin krijgt Duitsland het recht een vloot op te bouwen tot maximaal 35% van het tonnage van de Britse vloot. Uitgezonderd zijn onderzeeërs, waarvan Duitsland 45% en in bijzondere omstandigheden 100% van de Britse vloot mag bezitten.
- 18: In een massale vergadering van de Groningse Boerenbond wordt verhoging van de landbouwprijzen en verlaging van de kosten bepleit.
- 20: De Pruisische rechtbank verklaart de beslissing nietig, dat Karl Barth uit het ambt werd ontzet omdat hij aan de ambtseed van trouw aan de Führer toevoegde 'voor zover ik dat als evangelisch christen tegenover God kan verantwoorden'. Als gevolg hiervan ontvangt Barth alsnog pensioen.
- De regering-Jevtić in Joegoslavië treedt af.
- 25: Een tiental in de Duitse kerkstrijd gevangengezette predikanten wordt vrijgelaten.
- 25: In Joegoslavië wordt een nieuwe regering gevormd met Stojadinović als premier.
- 27: De regering van Egypte besluit tot de bouw van een stuw in het Tanameer (Abessinië) om zo de waterstand van de Blauwe Nijl te kunnen regelen.

En verder:
- Japan penetreert zowel politiek als militair in China en eist het leiderschap over geheel Noord-China.

<< · januari · februari · maart · april · mei · juni · juli · augustus · september · oktober · november · december · >>